# Гречи
 Тази статия е за селото в Румъния.  За селото в Южна Италия вижте Гречи (Италия).  
Гречи или Греча (на румънски: Greci) е село, център на община в окръг Тулча, Северна Добруджа, Румъния.

## История
До 1940 година Гречи е с преобладаващо българско население. При избухването на Балканската война в 1912 година един човек от Гречи е доброволец в Македоно-одринското опълчение. Българското население на Гречи се изселва в България по силата на подписаната през септември 1940 година Крайовска спогодба.

## Личности
Починали в Гречи
- Милан Кръстев Шарбанов, български военен деец, подпоручик, загинал през Първата световна война[2]

Свързани с Гречи
- Димитър Драгомиров Димитров (1872 – след 1943), роден в трансилванското село Аполд (Аполду де Сус или Аполду де Жос), преселва се в Гречи, взет войник в Румънската армия и вследствие на тормоз, тъй като е българин, дезертира и се установява в Ямбол, България,[3] при избухването на Балканската война е доброволец в Македоно-одринското опълчение и служи в I рота на V одринска дружина, носител на бронзов медал,[3][4] на 18 април 1943 година, като жител на Ямбол, подава молба за българска народна пенсия, която е одобрена и пенсията е отпусната от Министерския съвет на Царство България[3]